# Mekh
Mekh được đề cập tới trên Phiến đá Palermo như là một vị vua Ai Cập thuộc giai đoạn Tiền Vương triều, ông đã trị vì ở Hạ Ai Cập. Vì không có bằng chứng nào khác về vị vua này, cho nên ông có thể là một vị vua thần thoại được kể lại thông qua truyền thuyết, hoặc thậm chí có thể hoàn toàn hư cấu.